# 9 Pułk Czołgów Średnich

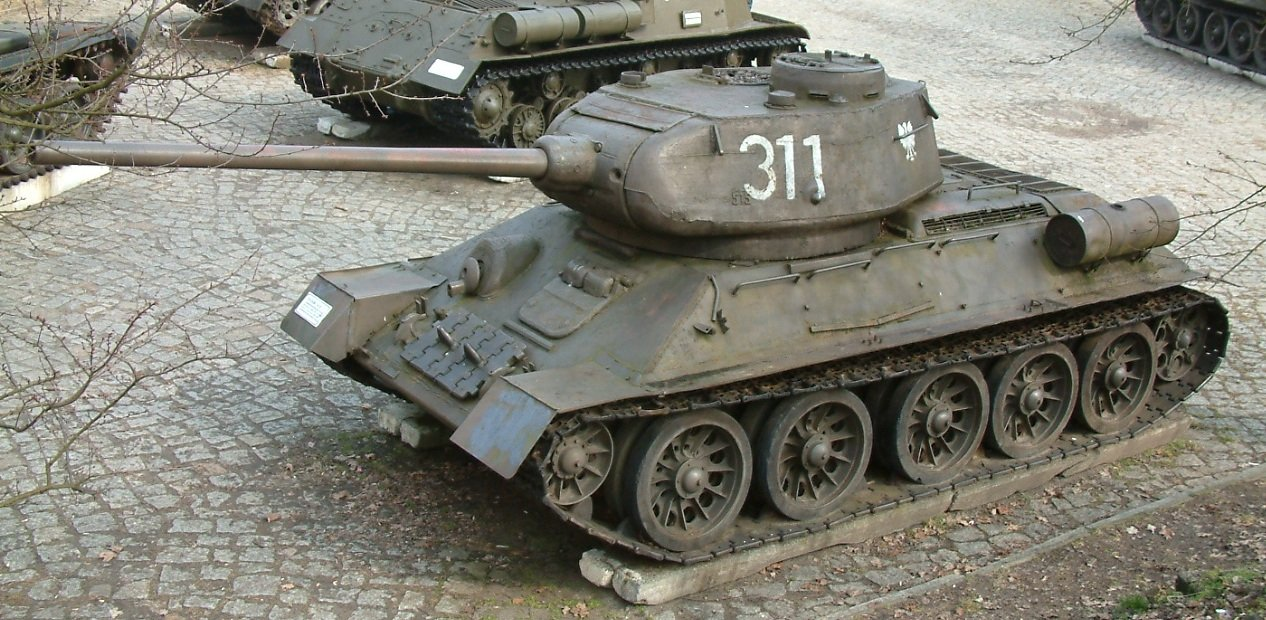
Czołg pułku lat 50.- T-34/85

9 Łużycki Pułk Czołgów Średnich (9 pcz) – oddział wojsk pancernych ludowego Wojska Polskiego.
Pułk został sformowany na podstawie rozkazu organizacyjnego Nr 033/Org. ND WP z dnia 6 lutego 1946 roku, na bazie 16 Dnowsko-Łużyckiej Brygady Pancernej.
Pułk został zorganizowany według etatu nr 5/25 pułku czołgów średnich czasu "P" o stanie 371 żołnierzy i 7 pracowników wojska. W nowym etacie zlikwidowano szczebel batalionu. Liczbę kompanii czołgów zredukowano do trzech. Zmniejszono liczbę plutonów w kompanii fizylierów. W miejsce kompanii sztabowej utworzono pluton dowództwa. Liczba czołgów uległa zmniejszeniu z 43 do 32.
20 lipca 1946 9 Dnowsko-Łużycki Pułk Czołgów Średnich został odznaczony Krzyżem Srebrnym Srebrnym Orderu Virtuti Militari.

## 1947-1950
Na podstawie rozkazu organizacyjnego Nr 051/Org. ND WP z dnia 19 lutego 1947 r. pułk został przeformowany na etat Nr 5/33 pułku czołgów T-34/85. Zgodnie z etatem zlikwidowano kompanię fizylierów, a w miejsce plutonu dowództwa zorganizowano kompanię sztabową z plutonem dowodzenia, plutonem saperów i plutonem ochrony.
Na podstawie rozkazu Nr 076/Org. MON z dnia 19 kwietnia 1948 r. pułk przeformowano na etat Nr 5/38 pułku czołgów średnich T-34/85 o stanie 368 żołnierzy i 3 pracowników wojska. W strukturze pułku zorganizowano kompanię szkolną. Etatowa liczba czołgów uległa zwiększeniu z 32 do 35.
Na podstawie rozkazu Nr 0055/Org. Ministra Obrony Narodowej z dnia 30 marca 1949 r. 9 Pułk Czołgów Średnich podporządkowano dowódcy 8 Zmotoryzowanej Dywizji Piechoty i przeformowano na etat Nr 5/43 pułku czołgów Zmotoryzowanej DP o stanie 950 żołnierzy i 26 pracowników kontraktowych.
Na podstawie rozkazu Nr 0013/BPanc. dowódcy Wojsk Lądowych z dnia 22 kwietnia 1949 r. dowódca Okręgu Wojskowego Nr IV w terminie do 1 lipca 1949 r. rozformował 28 Pułk Artylerii Pancernej w Śremie. Działa wraz z załogami zostały przekazane 9 Pułkowi Czołgów. Zorganizowano z nich batalion dział pancernych SU-85. Pułk w dalszym ciągu stacjonował w garnizonie Słupsk, w kompleksie koszarowym przy ul. Rokossowskiego 45/51 i posługiwał się dotychczasowym numerem jednostki wojskowej 2314. 8 Zmot. DP wraz z 16 Dywizją Pancerną stanowiła trzon 1 Korpusu Pancernego.

## 1950-1967
Na podstawie rozkazu Nr 0054/Org. Ministra Obrony Narodowej z dnia 12 czerwca 1950 r. 8 Zmotoryzowana Dywizji Piechoty i 16 Dywizja Pancerna, w terminie do 1 października 1950 r. zostały przeformowane na etat Nr 5/64 – 5/76 Dywizji Zmechanizowanej. Zgodnie z cytowanym rozkazem 9 Pułk Czołgów Średnich został przeformowany na etat Nr 5/66 o stanie 789 wojskowych i 26 pracowników kontraktowych. Struktura organizacyjna pułku obejmowała 2 bataliony czołgów T-34/85 i batalion dział pancernych ISU-122 oraz kompanię dowodzenia i kompanię fizylierów. Ogółem, według etatu, w pułku powinny znajdować się 64 czołgi średnie T-34/85 i samobieżne działa pancerne ISU-122 w liczbie 21 egzemplarzy.
Na podstawie rozkazu Nr 0044/Org. Ministra Obrony Narodowej z dnia 17 maja 1951 r. w sprawie przeprowadzenia przez dowódcę Okręgu Wojskowego Nr II reorganizacji jednostek okręgu Dowództwo I Korpusu Pancernego zostało przeformowane na Dowództwo I Korpusu Zmechanizowanego, a jednostki 8 i 16 Dywizji Zmechanizowanej przeniesione na nowe etaty. Zgodnie z wymienionym rozkazem 9 Pułk Czołgów Średnich został przeformowany na etat Nr 5/84 o stanie 728 żołnierzy i 12 pracowników cywilnych. Ze składu pułku wyłączono batalion artylerii pancernej, który dyslokowano do Trzebiatowa, gdzie stał się bazą dla formowania 12 Pułku Artylerii Pancernej. Także batalion szkolny został wyłączony ze struktury pułku i usamodzielniony. Nowy pododdział dywizji otrzymał nazwę 3 Szkolny Batalion Czołgów. Według etatu Nr 5/84 utworzono trzeci, skadrowany batalion czołgów i batalion piechoty zmotoryzowanej.
Na podstawie rozkazu Nr 0056/Org. Ministra Obrony Narodowej z dnia 19 września 1955 r. 9 Pułk Czołgów Średnich został przeformowany na etat Nr 5/166 pułku czołgów średnich Dywizji Zmechanizowanej typu A o stanie 690 wojskowych i 20 pracowników cywilnych. W nowej organizacji zrezygnowano ze szczebla batalionu pozostawiając 5 kompanii czołgów, w tym dwie skadrowane. Ponadto w składzie pułku znalazły się następujące pododdziały: kompania piechoty zmotoryzowanej, kompania rozpoznawcza, bateria przeciwlotnicza, pluton łączności, pluton saperów, pluton transportowo – gospodarczy i drużyna rozpoznania chemicznego. Zgodnie z nowym etatem na uzbrojeniu pułku powinno znaleźć się 55 czołgów średnich T-54 i jeden transporter opancerzony BTR-152. W praktyce jednostka dysponowała czołgami T-34/85.
W tym samym okresie 8 DZ została wyłączona z I Korpusu Zmechanizowanego i podporządkowana dowódcy 1 Korpusu Armijnego w Wałczu. (rozkaz Nr 0058/Org. MON z dnia 19 września 1955 r.).
Na podstawie rozkazu Nr 025/MON Ministra Obrony Narodowej z 1967 r. w sprawie przekazania jednostkom wojskowym historycznych nazw i numerów oraz ustanowienia dorocznych świąt jednostek 9 Łużycki Pułk Czołgów Średnich przejął dziedzictwo tradycji 16 Dnowsko-Łużyckiej Brygady Pancernej i został przemianowany na 16 Dnowsko-Łużycki Pułk Czołgów Średnich (Dz. Roz. Tjn. MON Nr 10, poz. 53).

## Żołnierze pułku
- Piotr Przyłucki
- Witold Wereszczyński